# Ian Cockerill
Ian David Cockerill, né le 4 août 1954 dans le Cheshire, en Angleterre, est un géologue et dirigeant du secteur minier. Il entame sa carrière en Afrique du Sud en 1975 après l’obtention de sa licence en géologie au Chelsea College of Science and Technology. Depuis 2024, il occupe le poste de directeur général d’Endeavour Mining.

## Carrière
En 1975, sa carrière débute à Welkom, en Afrique du Sud, chez Union Corporation. En 1979, il rejoint le groupe Anglo American plc en intégrant De Beers comme assistant technique aux opérations diamantifères de Kleinzee à Port Nolloth.[réf. nécessaire]
Après un passage au Royaume-Uni, au bureau du directeur technique de de Minorco, il retourne en Afrique du Sud et intègre la division or d’Anglo American Corporation, devenue plus tard AngloGold Ltd. Il y occupe les fonctions de directeur des mines d’Elandsrand et de Western Deep Levels West entre 1992 et 1996.[réf. nécessaire]
De 1996 à 1999, Cockerill occupe les postes de directeur exécutif chargé du développement commercial, puis des opérations internationales africaines chez AngloGold Limited. En 1999, il devient directeur général et chef de l’exploitation de Gold Fields Limited, avant d’être nommé président et chef de la direction de Gold Fields Ltd en 2002.[réf. nécessaire]
En juin 2008, Cockerill rejoint à nouveau Anglo American plc, cette fois comme directeur général d’Anglo Coal, où il supervise l’ensemble des opérations mondiales jusqu’à sa retraite en 2009. Par la suite, il préside Petmin Limited, premier producteur sud-africain d’anthracite métallurgique, en tant que président exécutif de 2009 à 2015, puis président de 2015 à 2017.[réf. nécessaire]
De 2019 jusqu’à l’invasion russe de l'Ukraine en 2022, Ian Cockerill préside Polymetal International. Après son départ, il rejoint Cornish Lithium en tant que président non exécutif, un poste qu’il quitte en 2024. La même année, il se retire également du conseil d’administration de BHP,.
En 2024, alors qu’il occupe la vice-présidence d’Endeavour Mining, Cockerill succède à Sébastien de Montessus comme directeur général, après la révocation de ce dernier à la suite d’allégations de malversations financières,.

## Polémique et prix
En mai 2005, l’OPA est rejetée,, et Cockerill est salué pour avoir préservé l’indépendance de Gold Fields. Cet épisode, ainsi que son rôle central dans cette bataille financière, est relaté dans le livre Battlefields of Gold: How Gold Fields Fought for Survival and Won de Rex Gibson .
En octobre 2009, il quitte son poste de PDG d’Anglo Coal ,,.
Dans la presse, de nombreuses spéculations estiment que Cockerill est évincé parce qu’il représente une menace potentielle pour d'autres personnes du groupe,.

## Prix et engagement
En novembre 2007, Ian Cockerill reçoit le titre de Meilleur manager d’Afrique du Sud,, une distinction qui salue sa gestion et son leadership dans l’industrie minière.
En tant que président fondateur de l’organisation à but non lucratif Leadership for Conservation in Africa entre 2006 et 2016, Ian Cockerill s’engage à promouvoir la conservation et le développement durable à travers le continent africain, en collaboration avec le South African National Parks Board, des chefs d’entreprise internationaux et l’Union internationale pour la conservation de la nature,.
Le 3 octobre 2017, Ian Cockerill est intronisé au Temple de la renommée minière sud-africaine lors du Mining Indaba 2017 à Johannesburg, en Afrique du Sud,.

## Note et Références